# Raviscanina
Raviscanina är en ort och kommun i provinsen Caserta i regionen Kampanien i Italien. Kommunen hade 1 306 invånare (2017).